# Arthur Aaron
Arthur Louis Aaron (Leeds, 5 maart 1922 - Algerije, 13 augustus 1943) was een Brits bombardementspiloot die tijdens de Tweede Wereldoorlog talloze bombardementsvluchten boven bezette gebieden maakte. In 1943 schreef hij geschiedenis toen hij ondanks zijn zware verwondingen toch een gevaarlijke missie wist uit te voeren. Aaron bezweek kort na het uitvoeren van de missie aan zijn verwondingen en werd onderscheiden met het Victoria Cross, de allerhoogste Britse militaire onderscheiding.

## Wat voorafging
Aaron werd geboren als zoon van rijke Joodse ouders. Hij wilde eerste architect worden en studeerde architectuur aan de Universiteit van Oxford. Toen Duitsland Engeland begon te bombarderen, besloot Aaron zich aan te meldden bij Royal Air Force.
Aaron deed dit, naar eigen zeggen: omdat Engeland koste wat het kost verdedigd moest worden, een verovering van Engeland zou vanwege Aarons Joodse afkomst het einde van zijn leven betekenen.
Aaron volgde een opleiding tot officier en werd in 1941 benoemd tot Flight Sergeant. Hij kreeg het commando over een viermotorige Short Stirling bommenwerper. Met deze bommenwerper moest hij 's nachts de Duitse industriegebieden bombarderen. Arthur Aaron vloog bij het No. 218 "Gold Coast" Squadron en was gestationeerd op de vliegbasis Downham Market in Groot-Brittannië.

## De missie
Arthur Aaron had al 19 succesvolle missies uitgevoerd toen hij op 12 augustus 1943 een Duitse munitiefabriek in Turijn (Noord-Italië) moest vernietigen. De Short Stirling vertrok van zijn basis en vloog zonder veel problemen naar Turijn. Vlak bij het doel aangekomen, werd de viermotorige bommenwerper aangevallen door een Duitse nachtjager. Drie van de vier motoren werden in brand geschoten en een aantal kogels kwam in de cockpit terecht. De navigator die naast Aaron zat, werd gedood en Aaron zelf werd geraakt door drie kogels: een kogel verbrijzelde zijn kaak, een ander kwam in zijn rechterschouder waardoor hij zijn rechterarm niet meer kon bewegen, een derde trof hem in de linkerlong waardoor hij nauwelijks meer kon ademhalen. Aaron werd verdoofd en achter in het vliegtuig gelegd.
De bemanning stond nu voor een dilemma: het toestel stond in brand en was grotendeels onbestuurbaar. De bommenlast was afgeworpen maar het toestel was inmiddels tot 1000 meter hoogte gedaald. Plotseling kwam Aaron ineens van achteren aan lopen. Hij besloot de stuurknuppel zelf over te nemen en de bemanning alsnog naar eigen gebied te vliegen. Ondanks de afschuwelijke pijn weigerde Aaron nog meer morfine te nemen omdat het gebruik van pijnstillers zijn reactievermogen deed afnemen.
Omdat het dichtstbijzijnde vliegveld van de RAF in Algerije lag, werd de koers hiernaartoe verlegd. Aaron raakte een paar keer bewusteloos en hij moest bloed ophoesten, desondanks weigerde Aaron de stuurknuppel uit handen te geven en naar achteren te gaan. Aaron vloog het toestel verder naar Algerije en maakte daar een noodlanding op het vliegveld (het landingsgestel, dat zich in de brandende motorgondels bevond, kon niet uitklappen).
Kort nadat de bommenwerper was geland, stierf Aaron alsnog aan zijn verwondingen. Aaron had deze verwondingen mogelijk kunnen overleven als hij was gaan rusten. Dan had hij de stuurknuppel echter moeten overdragen aan een van de andere bemanningsleden die niet waren opgeleid om de grote en moeilijk te besturen Stirling te vliegen.
Aaron is postuum onderscheiden met het Victoria Cross, hij was met zijn 21 jaar de jongste persoon die de hoogste Britse onderscheiding ontving. Ook is hij de enige Joodse persoon die deze medaille ooit heeft gekregen.

## Decoraties
- Victoria Cross op 5 november 1943[1][3]
- Distinguished Flying Medal op 19 oktober 1943[1][4]